# 蕭瀟
蕭瀟（Ruby Siu, Xiao Xiao，1978年10月14日—），香港女歌手，曾數次換過藝名蕭蕭、萧希榆、萧凯彤。出生于北京，3歲隨父母移民香港并取得英國国籍。14歲時在街頭被發掘當模特兒後開始用課餘時間做兼職模特兒。

## 生平
1997年在一個髮型秀中獲經紀人許願發掘，簽約香港星工廠成為旗下歌手。
1999年發行合輯《星星工廠 音樂縱橫四海》。
2000年簽約台灣魔岩唱片成為旗下的儲備歌手，可惜後來因為公司組織的變化，讓已經開案的唱片延遲，使得雙方的合作宣告終止。
2001年正式赴台灣歌壇發展，屬闊耳經紀。在經紀公司的穿針引線下遇到了音樂界素有鬼才之稱的許常德，簽約歌萊美唱片。
2003年發行首張個人專輯《Beautiful Angel》。
2004年開始參與電視劇演出。
2005年參與電視原聲帶《我只在乎你》演唱，並且簽約海蝶音樂。
2006年發行第二張專輯《I'm 蕭蕭》，應公司要求合約期間改藝名為蕭蕭，結束合約關係後，即時改回原名蕭瀟。
2008年加入台灣MTV，成為VJ。
2009年簽約Hong Kong Star唱片公司。應公司要求曾短暫改藝名為蕭希榆返港發展，後堅持使用原名蕭瀟。
2010年受邀參與lorealparis歐萊雅旗下羽西品牌劇閨蜜門拍攝。擔任女主角之一。
2011年5月創立個人服裝品牌 MY SISTER ROCKS。
2011年7月受邀參與LUX力士品牌微電影《愛至毫厘，戀上發梢》拍攝，擔任女主角之一。
2013年開始積極在網絡上分享生活點滴，成為了網紅。

## 音樂作品

### 專輯
- Beautiful Angel (2003)
- I'm 蕭蕭 (2006)

### 合輯
- 「星星工廠 音樂縱橫四海」合輯（1999年香港星工廠發行）收錄蕭瀟歌曲：

- 03. 月亮說話（Bonus track） - 蕭瀟
- 04. 沒完沒了（《食神》廣東版，與譚燿文合唱）
- 08. 天地浪漫（《食神》國語版，與劉祖德合唱）
- 11. 千言萬語心燒夜（《千言萬語》主題曲） - 蕭瀟

- 「我只在乎你」電視劇原聲帶（2005年台灣EMI發行）

- 02. 我只在乎你 - 蕭瀟

### 單曲
- 倒刺（「想忘了」廣東版） - 蕭瀟/蕭希榆
- 遨遊蓬萊 - 蕭瀟/蕭希榆
- 哎唷（「遨遊蓬萊」國語版） - 蕭瀟/蕭希榆
- 我們的情歌(Demo)

### 未發行歌曲
- Who（電影《追兇20年》片尾曲） - 蕭瀟
- 夜闌（1999年電視劇《食神》粵語版插曲）- 蕭瀟、劉祖德合唱
- 我要往前飛（電視劇《絕對計劃/天石傳說》主題曲【歌曲翻唱自T.a.t.u《All The Things She Said》】） - 蕭瀟
- 一個我們回不去的地方（電視劇《眉飛色舞》片尾曲） - 蕭瀟

## 音樂錄影帶

### 1998年
- B'z日本樂隊 B'z - HOME（MV導演:夏山天）

### 1999年
- 陳小春 - 她的媽媽不愛我（MV導演:apple）
- 劉祖德、蕭瀟 - 天地浪漫《食神》國語版（MV）
- 譚耀文、蕭瀟 - 沒完沒了《食神》廣東版（MV）
- 蕭瀟 - 月亮說話（MV）
- 蕭瀟 - 千言萬語心燒夜（MV）
- 肖恩·坎普 -主真偉大（MV）

### 2003年
- 蕭瀟 - 矜持（MV導演:林錦和）
- 蕭瀟 - 愛要坦蕩蕩（神秘版／熱情版）（MV導演:apple/張清峰）
- 蕭瀟 - 花（MV導演:林錦和）
- 蕭瀟 - 不好聽的話（MV）
- 蕭瀟 - Beautiful Angel（MV）

### 2005年
- 蕭瀟 - 我只在乎你（MV導演:金卓）

### 2006年
- 蕭瀟/蕭蕭 - 忽略（MV導演:賴偉康/麻里）
- 蕭瀟/蕭蕭 - 握不住的他（MV導演:黃中平）
- 蕭瀟/蕭蕭 - 想忘了（MV導演:比爾賈）
- 蕭瀟/蕭蕭 - 對不起我愛你（MV導演:賴偉康）
- 蕭瀟/蕭蕭 - Daddy's little girl（爸爸別緊張）（MV導演:林錦和）
- 蕭瀟/蕭蕭 - 月兒彎彎（MV導演:林錦和）
- 蕭瀟/蕭蕭 - 只能靠想像（MV導演:鄺盛）

### 2009年
- 蕭瀟/蕭希榆 - 倒刺（MV／TVB版）（MV導演:張文華@joinart）
- 蕭瀟/蕭希榆 - 遨遊蓬萊（MV／TVB版）（MV導演:張文華@joinart）
- 蕭瀟/蕭希榆 - 哎唷（MV）（MV導演:張文華@joinart）

## 書籍
- eyeScream 2009年（個人首本攝影集，內容結合了影像、散文，音樂，以及隨書附送音樂作品DVD）

## 寫作
- 專欄 - Ruby's Blog-HER magazine
- 專欄 - Ruby Lesson-5thstreet第五街畫報 magazine
- 散文 - eyeScream photobook

## 代言／廣告
- 食品廣告（中國）
- SONY Discman（香港）
- 中興百貨-詩意篇（台灣）
- 反盜版 從自己做起（經濟部智慧財局）（台灣）
- 嬌爽無感體驗護墊-便利貼篇（中港台）
- Motorola V66-夏戀時尚篇（台灣）
- 4°C 純白金系列（台灣）
- 4°C 純銀系列（台灣）
- YAP!春夏裝（台灣）
- 蜜妮深層卸妝乳（台灣）

### 2009年
- 美肌之誌 - 嫩白緊緻系列面膜（香港）
- 美肌之誌 - 嫩白緊緻納米系列（香港）
- 美肌之誌 - 納米眼膜修護系列（香港）

### 2011年
- O’blu（奢華牛仔）（中國）

### 2012年
- 美肌之誌 - 奢華尊寵晶鑽奇肌飲（台灣）

- 美肌之誌 - 美顏系女神養成系列（台灣）

- 美肌之誌 - Q彈美肌膠原飲（台灣）

- 美肌之誌 - 隱形面膜系列（香港）

- 美肌之誌 - 櫻系保養系列（台灣）

## 主持
- MTV愛漂亮（MTV音樂頻道Taiwan）
- 流行西大調 (MTV音樂頻道Taiwan)

## 影视作品

### 電影
| 年份   | 影片名稱                                | 角色     | 備註                                 |
| 1998年 | 追凶20年                                | 張詩薇   | 與周海媚、謝君豪、李璨琛、張達明合演 |
| 1998年 | 春風得意梅龍鎮 （又名：四個廚師一圍菜） | 露比Ruby | 與陳小春、吳倩蓮、金士傑、黎耀祥合演 |

### 電視劇
| 首播   | 頻道 | 劇名                              | 角色   | 備註                                         |
| 2004年 | 台視 | 《求婚事務所》 第四單元《畢業生》 | 趴趴   | 與葉童、李威、賀軍翔、蔡裴琳合演             |
| 2004年 | 華視 | 《戰神》                          | 沙織   | 與周渝民、徐熙媛、修杰楷、赖雅妍、安鈞璨合演 |
| 2004年 | 民視 | 《眉飛色舞》                      | 沈可眉 | 與杜德偉、丁文琪、張勛傑合演                 |
| 2004年 | 民視 | 《親戚不計較》                    | 蕭瀟   | EP1618。與張勛傑一同客串                     |

### 網絡劇
| 首播   | 劇名   | 角色 | 備註                            |
| 2010年 | 閨蜜門 | Eva  | lorealparis歐萊雅旗下羽西品牌劇 |

### 微電影
| 首播   | 劇名               | 角色   | 備註              |
| 2011年 | 愛至毫厘，戀上發梢 | Amanda | LUX力士品牌微電影 |

## 外部連結
- 蕭瀟的Instagram帳戶
- 蕭瀟的新浪微博